# Helichrysum uninervium
Helichrysum uninervium là một loài thực vật có hoa trong họ Cúc. Loài này được Burtt Davy mô tả khoa học đầu tiên năm 1935.